# Agía Paraskeví (Flórina)
Pour les articles homonymes, voir Agía Paraskeví (homonymie).
Agía Paraskeví, en grec moderne : Αγία Παρασκευή, est un village du dème de Flórina, district régional de Flórina, en Macédoine-Occidentale, Grèce. 
Selon le recensement de 2011, la population du village compte 136 habitants.